# Дрниш
Дрниш је град у Хрватској, у Шибенско-книнској жупанији. Према резултатима пописа из 2011. у граду је живело 7.498 становника, а у самом насељу је живело 3.144 становника. Према прелиминарним резултатима пописа из 2021. у граду је живело 6.263 становника, а у самом насељу је живело 2.762 становника.
У периоду од септембра 1991. до августа 1995. Дрниш се налазио у саставу Републике Српске Крајине, у области Сјеверна Далмација, као најјужнија општина.

## Географија
- Географска ширина: 43° 51' 44″ N
- Географска дужина: 16° 9' 20″ E
- Надморска висина 294
- Временска зона: Географска +1 (+2 по летњем времену)

Дрниш је смјештен на крајњем западу Петровог поља, између планина Промина и Мосећ. Кроз њега протиче ријека Чикола, која је на самом изласку из Дрниша усјекла кањон.

## Историја
Историја Дрниша почиње у 14. вијеку, када племићка породица Нелипчића подиже мало утврђење на мјесту праисторијске Градине. Дрниш се први пут спомиње 1494. године. Турци га заузимају 1522. године и у њиховим рукама остаје наредних 160 година.
Због његовог стратешког и саобраћајног значаја изузетно је напредовао за вријеме турске владавине. По Евлији Челебији, пред почетак Кандијског рата (1647), имао је 200-300 домаћинстава и 5 џамија. Био је опскрбљен водом са Промине, а на Чиколи се налазило неколико мостова. Имао је статус касабе (вароши) и био је средиште нахије. Током Кандијског рата су га на кратко заузели Млечани (1664–1670). Тада је имао тврђаву који је од Турака преотео 1684. године млетачки генерал Донато. Под власт Млетачке републике коначно потпада 1683, за вријеме Морејског рата, па све до њене пропасти 1797. године, када га преузимају Аустријанци.
Од 1806. до 1813. био је под влашћу Наполеона. У то вријеме се граде путеви и отвара рудник у Сиверићу. Након тога га опет заузимају Аустријанци и у њиховим рукама остаје до 1918. године, када у њега улазе Италијани и остају наредне 3 године. У састав Краљевине СХС, касније Југославије, улази 1921. године. Током Другог свјетског рата (1941–1945) био је у НДХ под контролом Усташа и Италијана. Период мира и развоја града у СФРЈ траје све до 1991. године.

### Рат 1991–1995.
У предвечерје рата, политичко-безбиједносна ситуација у Дрнишу је била уско везана за дешавања у сусједној, книнској општини. Одржавањем првих вишестраначких избора у Хрватској, апсолутну власт у Дрнишу добија ХДЗ, првенствено захваљујући подијељености српских гласача између комунистичке и националне опције. Постављање блокада око територија са компактним српским становништвом, одразило се и у овом крају блокирањем цесте Дрниш – Книн у мјесту Тепљух, у Кланцу. Поједина села (Биочић, Миочић, Тепљух) организовала су референдум о припајању книнској општини, што је и остварено, пошто ХДЗ-ова власт у Дрнишу није имала ефективну контролу над овим мјестима, где су делови јединица Југословенске народне армије већ били распоређени. Преломни тренутак била су дешавања у станици милиције у Дрнишу 20. августа 1990, коју су сачињавали полицајци углавном српске националности. Регионална полицијска управа у Шибенику прослиједила је дрнишким полицајцима наређење по којем је требало да упадну у села која су се самоиницијативно припојила книнској општини и преузму власт. Полицајци су на ово одговорили отказом, одласком у Книн и стављањем на располагање снагама милиције САО Крајине. Њихова мјеста ХДЗ је попунио новообученим Хрватима из других крајева, укључујући и Херцеговину.
Након периода заоштравања и наређења из врха хрватске власти о блокади касарни Југословенске народне армије, Дрниш су 16. септембра 1991, тачно у 16.00 часова, напале снаге 9. корпуса Југословенске народне армије са седиштем у Книну и милиције САО Крајине под директном командом генерала Ратка Младића. Начелник штаба за артиљерију корпуса у то вријеме је био Атиф Дудаковић, касније командант Армије РБиХ, кога влада Републике Српске сумњичи за злочине над српским цивилима. Напад је извршен комбинованом пјешадијско-артиљеријском акцијом уз употребу тенкова и авијације. Повод за напад је била потпуна блокада двију касарни савезне војске у мјестима Житнић и Трбоуње од стране тадашње хрватске полиције и припадника Збора Народне Гарде. Неколико сати уочи напада, генерал Младић се огласио преко радио-станице Српски радио Книн захтевајући од хрватских власти у Дрнишу да дозволе приступ касарнама, али је изостао било какав одговор. Напад на Дрниш био је дио шире операције у којој је 9. корпус ЈНА из правца Книна избио на јадранску обалу код Шибеника и Задра и тиме, заједно са снагама Југословенске Ратне Морнарице, ефективно одсјекао Далмацију од остатка Хрватске и присилио хрватске власти да допусте мирно повлачење људства и технике из приобаља Далмације у подручја која су била под контролом власти САО Крајине.
Хрватско становништво из Дрниша, као и неколико околних мјеста, избјегло је у део општине под хрватском контролом, прије свега у оближњи Унешић. Касније су размештени по хотелима и прихватилиштима у Сплиту, Трогиру и Шибенику. Од тих људи Хрватска војска је формирала 142. домобранску пуковнију, која је заједно са 113. шибенском бригадом, стајала насупрот 75. моторизоване бригаде из састава 7. северно-далматинског корпуса Српске војске Крајине. И Срби из Дрниша морали су да избјегну у околна српска села и Книн. У том периоду град Дрниш и нека хрватска села претрпјела су тешка разарања, пљачку и спаљивање имовине. Сјеверни дио општине гдје је живјело српско становништво (Кричке, Житнић, Кањане, Баљци, Кадина Главица, Биочић, Миочић, Тепљух, Штиково, Велушић, Развође, Бободол, Сиверић, Ружић), укључујући и сам град, остао је у саставу Републике Српске Крајине до њеног слома августа 1995.
Дана 21. јуна 1992. Хрватска војска је извршила напад на Миљевачки плато, који је био у саставу дрнишке општине, приликом чега је погинуло 40 припадника српске територијалне одбране. Српска страна тврди да се радило о злочину против ратних заробљеника, о чему постоје документовани извештаји стручњака Војномедицинске академије са ексхумације у Дрнишу, али нико до сада није процесуиран.
Дана 6. септембра 1993. Хрватска војска је упала у село Мирловић Поље, које се налазило у двокилометарској зони разграничења, без припадника Српске војске Крајине и под званичном заштитом снага УН. Том приликом је измасакрирано и спаљено седморо старијих лица српске националности. Ни у овом случају нико није процесуиран.
Насељавањем српских избјеглица из шибенског, скрадинског и задарског залеђа у периоду од 1993. до 1995, почело је економско оживљавање, што је у некој мјери било и успјешно јер је Дрниш имао модернију инфраструктуру чак и од оближњег Книна. С радом је поново почела и основна школа, док за средњошколски центар није било услова и дјеца су и даље била упућивана у Книн. Најпознатији општински ресурс у том периоду је била велика плантажа винограда у Петровом пољу уз ријеку Чиколу која протиче средином поља, дестилерија за производњу вина и ракије, оближња фарма свиња и оваца, те полуоштећена сушионица пршута. Влада РСК стога је формирала Пољопривредни комбинат Дрниш, који је објединио пољопривредне ресурсе и прогласила га предузећем од регионалног значаја. Чак и у времену рата и санкција, појавило се низ заинтересованих привредника, међу осталим и из Италије, за сарадњу са комбинатом. Комбинат је, у време свог рада, производе (превасходно вина) пласирао на тржиште Крајине, Републике Српске и Србије. Општина је имала и два фудбалска клуба, ОФК „Дрниш“ и ФК „Кричке“.
Дрниш је у рату био сједиште 75. моторизоване бригаде Српске војске Крајине, која се 4. августа 1995. приликом операције Хрватске војске „Олуја“ релативно успешно одбрањивала од почетних напада, али је током ноћи са 4. на 5. август под неразјашњеним околностима добила наређење о повлачењу што је и извршила укључујући и цивилно становништво. Током борби и приликом повлачења, погинуло је на десетине војника и цивила. Сљедећих мјесеци, по повратку хрватских мјештана и војске, српска насеља су претрпјела разарања, пљачку и спаљивање имовине. Готово хронолошки је део ових дешавања забележио италијанско-хрватски новинар Ђакомо Скоти и потом написао књигу Хрватска операција Олуја – „Ослобођење“ Крајине и геноцид над Србима. Срби дрнишке општине избјегли су у Србију, Републику Српску и треће земље. Тек незнатан број углавном старијих људи вратио се на своја огњишта. Одређен број њих је, међутим, успио обновити куће захваљујући средствима која је Европска унија дала Хрватској за ту намјену.

## Становништво
По попису из 2001. године у самом граду је живјело 3.332, а у општини 8.595 становника, од чега 4.166 мушкараца и 4.429 жена. Градоначелник града је Јосип Бегоња.
Према попису из 1991. године, град је имао 4.653 становника, 3.447 Хрвата, 1.021 Срба, 28 Југословена и 157 осталих. Општина Дрниш је бројала 24.169 становника, 18.732 Хрвата, 4.974 Срба, 76 Југословена и 366 осталих.
| Демографија | Демографија | Демографија |
| Година      | Становника  | Становника  |
| ----------- | ----------- | ----------- |
| 1971.       | 3.778       |             |
| 1981.       | 4.035       |             |
| 1991.       | 4.653       |             |
| 2001.       | 3.332       |             |
| 2011.       |             | 3.144       |

На попису становништва 1991. године, насељено место Дрниш је имало 4.653 становника, следећег националног састава:
| Попис 1991.‍   | Попис 1991.‍  | Попис 1991.‍ | Попис 1991.‍ | Попис 1991.‍ |
| ------------- | ------------ | ----------- | ----------- | ----------- |
|               |              |             |             |             |
| Хрвати        | Хрвати       |             | 3.447       | 74,08%      |
| Срби          | Срби         |             | 1.021       | 21,94%      |
| Југословени   | Југословени  |             | 28          | 0,60%       |
| Муслимани     | Муслимани    |             | 19          | 0,40%       |
| Албанци       | Албанци      |             | 11          | 0,23%       |
| Мађари        | Мађари       |             | 3           | 0,06%       |
| Македонци     | Македонци    |             | 3           | 0,06%       |
| Словенци      | Словенци     |             | 3           | 0,06%       |
| Црногорци     | Црногорци    |             | 3           | 0,06%       |
| Немци         | Немци        |             | 2           | 0,04%       |
| Чеси          | Чеси         |             | 1           | 0,02%       |
| остали        | остали       |             | 3           | 0,06%       |
| неопредељени  | неопредељени |             | 83          | 1,78%       |
| регион. опр.  | регион. опр. |             | 1           | 0,02%       |
| непознато     | непознато    |             | 25          | 0,53%       |
| укупно: 4.653 |              |             |             |             |

На попису становништва 2011. године, град Дрниш је имао 7.498 становника, следећег националног састава:
| Попис 2011.‍   | Попис 2011.‍ | Попис 2011.‍ | Попис 2011.‍ | Попис 2011.‍ |
| ------------- | ----------- | ----------- | ----------- | ----------- |
|               |             |             |             |             |
| Хрвати        | Хрвати      |             | 6.911       | 92,17%      |
| Срби          | Срби        |             | 539         | 7,19%       |
| остали        | остали      |             | 48          | 0,64%       |
| укупно: 7.498 |             |             |             |             |

На попису становништва 2021. године, град Дрниш је имао 6.276 становника, следећег националног састава:
| Попис 2021.‍   | Попис 2021.‍ | Попис 2021.‍ | Попис 2021.‍ | Попис 2021.‍ |
| ------------- | ----------- | ----------- | ----------- | ----------- |
|               |             |             |             |             |
| Хрвати        | Хрвати      |             | 5.883       | 93,74%      |
| Срби          | Срби        |             | 336         | 5,35%       |
| остали        | остали      |             | 57          | 1,73%       |
| укупно: 6.276 |             |             |             |             |

## Предратна општина Дрниш
Прије рата у бившој Југославији (1991—1995), општина Дрниш је била већа него данас. У њој се налазило 63 насеља. Хрвати су имали већину у 52 насеља, а Срби у 11.
- Насеља у којима су Срби већина: Житнић, Кричке, Тепљух, Биочић, Миочић, Кањане, Штиково, Баљци, Велушић, Бободол, Нос Калик
- Насеља са значајним учешћем Срба: Мирловић Поље, Развође, Кадина Главица, Дрниш, Ружић, Богатић, Сиверић, Мосећ.

Сва наведена мјеста, изузимајући Нос Калик (након напада на Миљевачки плато) и Мосећ, била су у саставу Републике Српске Крајине. Територијално и популацијски већи остатак предратне општине, са средиштем у Унешићу, у рату је остао у саставу Хрватске.

## Знаменитости
- Дрнишка тврђава је подигнута у 14. вијеку, на мјесту праисторијске Градине. Подигли су је Нелипићи, племићка породица. Налази се на 334 м н. в., изнад кањона Чиколе.
- Православна црква Успење Пресвете Богородице је била мала црква подигнута 1618. године. Због малих димензија и старости је срушена и на њеном темељу подигнута велика црква 1908. године, једна од највећих у Далмацији.
- Православна црква Св. Архангел Михаило на гробљу, подигнута 1852. године.
- Римокатоличка црква Св. Анте је у вријеме турске владавине била џамија, да би је потом дрнишки католици преуредили у цркву. Минарет је замијењен звоником, али је кров задржао сферичан облик, што је типична оријентална стилистика.
- Римокатоличка црква Св. Роко изграђена 1731. године.
- Римокатоличка црква Госпа од Рожарија, подигнута у периоду од 1871. до 1886. године.
- Остаци минарета једне од пет некадашњих џамија. Минарет у Дрнишу, на Градини, једини је сачувани минарет у Хрватској из доба турске владавине.
- „Орачи“ и „Врело Живота“, споменици које је израдио Иван Мештровић.

## Познати људи из Дрниша
- Доситеј Јовић, епископ Српске православне цркве
- Иван Мештровић, вајар и архитекта
- Крсто Одак, композитор
- Божидар Аџија, правник, публициста и народни херој Југославије
- Стојко Вранковић, кошаркаш
- Ђурађ Јакшић, политичар